# 湖南凤仙花
湖南凤仙花（学名：Impatiens hunanensis）为凤仙花科凤仙花属的植物，为中国的特有植物。分布在中国大陆的广东、江西、湖南等地，生长于海拔700米至800米的地区，多生长于山谷林下、生境、河边及岩石上，目前尚未由人工引种栽培。
其种加词“hunanensis”意为“湖南的”。